# 1ЛГ-504
1ЛГ-504 — советская типовая серия крупнопанельных многоквартирных жилых домов, разработанная институтом «Ленпроект» в 1969 году. Дома серии 1-504 возводились в Ленинграде в 1969—1972 годах. Дома 504 серии относятся к брежневкам и представляют собой вариант домов серии 1-507 с минимальными отличиями.
Дальнейшим развитием 504 серии стали дома брежневского типа серии 1ЛГ-504Д, разработанные ЛенЗНИИЭП в 1966 году. В 1ЛГ-504Д была увеличена этажность до 9 этажей, добавлены лифты и мусоропроводы. Серия 504Д постоянно дорабатывалась, и последние её модификации строились до 2001 года. Возведением корпусов всех модификаций проекта 1ЛГ-504 занимался Кузнецовский домостроительный комбинат (ДСК-4). Всего выстроено 424 дома.

## Описание и история развития

### 1ЛГ-504-3/64
Пятиэтажные дома серии 1ЛГ-504 представляют собой вариацию домов серии 1-507 с минимальными отличиями: изменена конструкция крыши, балконы на фасадах заменены лоджиями.

### 1Лг-504Д

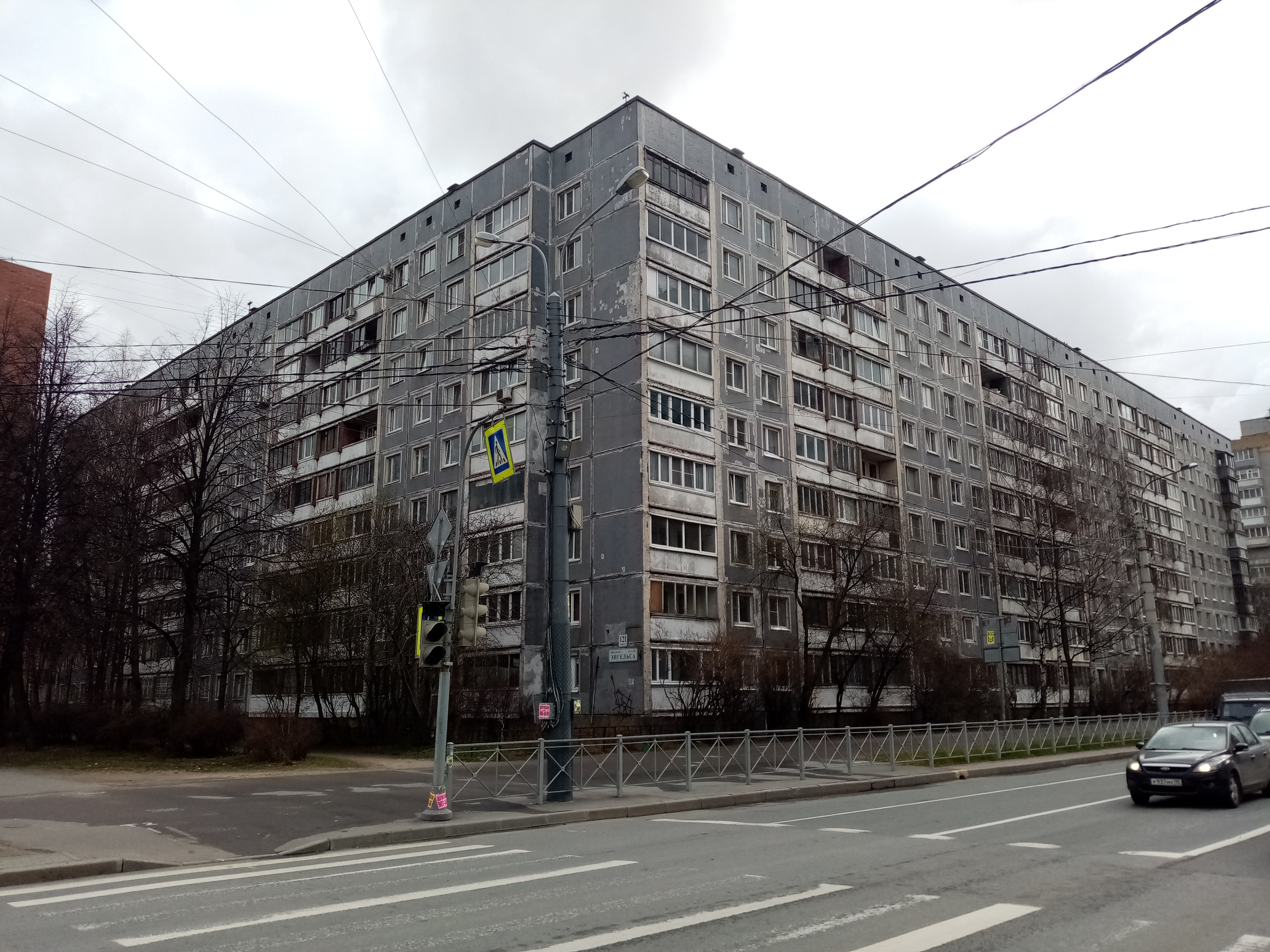
Санкт-Петербург, дом по проспекту Энгельса, 121к1, проект 1Лг-504Д

Серия 1ЛГ-504Д представляет собой прямое продолжение пятиэтажной хрущёвки 1ЛГ-504. Дома серии 504Д «подросли» до 9 этажей, в них появились лифты, мусоропроводы.
Наружные стены выполнены из панелей с переменным шагом: 2,6 м, 3,2 м и 4,25 м. Снаружи панели окрашены или облицованы мелкой плиткой.
Перекрытия шатровой конструкции — такие же, как в других домах Кузнецовского ДСК (серии 1-507 и 1ЛГ-606). Толщина плиты перекрытия составляет всего 5 см, а по периметру плиты расположены ребра жесткости, образующие «ступеньку» между стенами и потолком. Наличие «ступеньки» уменьшает высоту потолка вдоль стены до 2,33-2,35 м и мешает навеске кухонных гарнитуров.
На лестничной площадке расположено 4 квартиры. Распространённый набор квартир рядовой секции 3-2-2-3. В торцевых секциях расположены четырёхкомнатные квартиры. Однокомнатные квартиры в базовой конфигурации не предусмотрены.
Общая площадь двухкомнатной квартиры — 44-45 м2, трёхкомнатной — 54-58 м2, четырёхкомнатной — 72 м2.
Квартиры в домах 504 серии отличаются крупными гостиными — от 18 до 20,5 м2. Пропорции гостиных приближены к квадрату. Спальни имеют площадь от 9 м2 до 11 м2. В двухкомнатных квартирах комнаты изолированы, трёхкомнатные есть с изолированными комнатами и с проходной гостиной. В четырёхкомнатных квартирах проходная гостиная. Кухни имеют площадь 6-7 м2. Санузлы раздельные с продольно ориентированной ванной, что не позволяет установить в них стиральную машину.
Двух- и трёхкомнатные квартиры оборудованы лоджиями, трёх- и четырёхкомнатные квартиры торцевых секций — балконами. Во всех квартирах есть кладовки или встроенные шкафы.
Дома серии 1ЛГ-504Д строились преимущественно в северных районах города, однако ранние модификации чаще встречаются в южных районах. Квартиры в 504 серии ценятся недорого, но дороже «домов-кораблей». Один дом построен на улице 50 лет ВЛКСМ, 5 в Челябинске в 1973 году.

### 1Лг-504Д-МК
Серия 1ЛГ-504Д-МК — это двенадцатиэтажная модификация серии 1ЛГ-504Д, изначально предназначавшаяся в первую очередь для МЖК (на деле ни одного такого дома не выявлено). По сравнению с девятиэтажной версией добавлен второй пассажирский лифт, лестница отделена от этажной площадки и лифтов переходом через незадымляемый балкон. Некоторые дома строились с первым и вторым нежилыми этажами.
Планировки квартир практически не изменились. Немного увеличены площади спален — до 11-13 м2. Площадь гостиной — около 18 м2, кухни — 7-8,5 м2.
Дома 1Лг-504Д-МК строились в 1975—1989 годах главным образом на Гражданке, Озерках и в Пороховых. Встречаются в Колпино и Новом Девяткино.

### 1Лг-504Д2

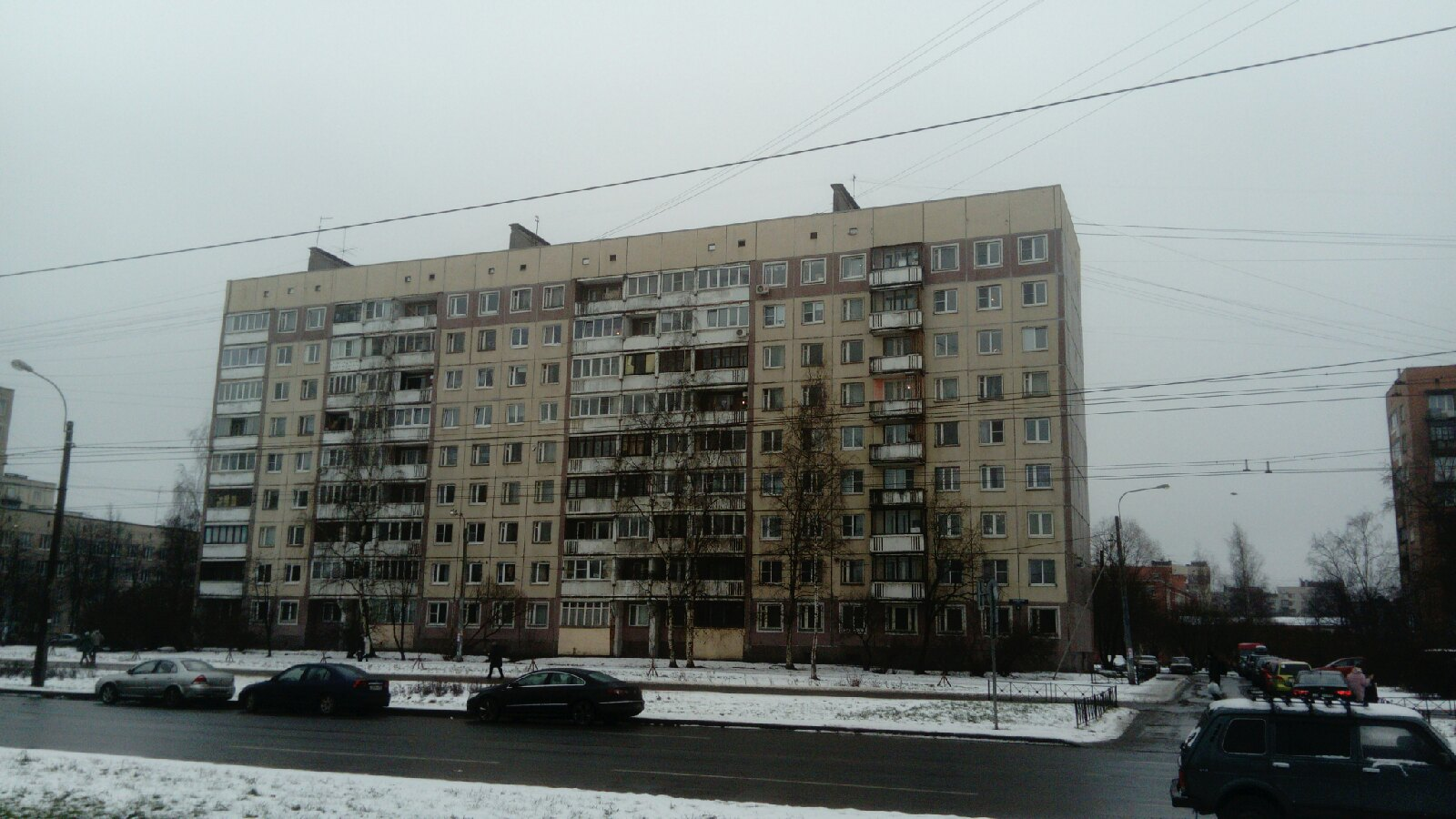
Девятиэтажный дом серии 504 в Купчино (Санкт-Петербург)

1ЛГ-504Д2 стала дальнейшим развитием серии 1ЛГ-504Д. Конструкция, внешний вид домов и общая внутренняя планировка не претерпели серьёзных изменений. Главным отличием серии стало уменьшение числа комнат в квартирах на одну. За счёт этого в домах серии 1ЛГ-504Д2 были в два раза увеличены кухни. В однокомнатных квартирах площадь кухни составляет 13-14 м2, в остальных 11-12 м2. Кухни во всех квартирах имеют два окна и ориентированы вдоль наружной стены. Такая планировка получила название «мечта хозяйки».
Помимо кухонь, в домах были увеличены прихожие, в ванных комнатах оборудован тамбур для стиральной машины.
Уменьшение числа комнат обусловило основной недостаток этих домов — дефицит трёх- и четырёхкомнатных квартир. В домах преимущественно одно- и двухкомнатные квартиры. Площадь однокомнатных квартир 44-46 м2, двухкомнатных — 56-57 м2. Комнаты в двухкомнатных квартирах смежные. Четырёхкомнатные квартиры площадью 87 м2 расположены в торцах зданий.
Дома серии 1ЛГ-504Д2 возводились в 1986—2001 годах во Всеволожске,  Приморском районе Санкт-Петербурга, Купчино (Будапештская улица), Сертолово, Янино-1 и Новом Девяткино (именно там был построен последний дом серии — в 2001 году). Один дом серии 1ЛГ-504Д2 был построен в Прибрежном районе Рыбинска в 1995 году (Гражданская улица, 49) и два дома в Зашекснинском районе города Череповца в 1991 и 1994 годах (Любецкая улица, 25, 27). Также один дом этой серии был построен в Бологом в 2000 году (Западный микрорайон, 3).

### Несерийные модификации
Встречаются и не серийные модификации 504-й серии. Так, например, в Кировском районе Санкт-Петербурга был построен Административно-хозяйственный корпус из изделий серии ЛГ-504Д для нужд АТС Кировского района. В первом этаже вместо части помещений выполнен гараж для техники.
В частном секторе можно встретить двух этажные модификации серии, например на Таллинском шоссе, а также в п. Волковицы есть несколько двух этажных домов из изделий 504-й серии.